# Soul Plane
Pour plus de détails, voir Fiche technique et Distribution.
Soul Plane est une comédie américaine sortie en 2004, réalisée par Jessy Terrero.

## Synopsis
Victime d'une expérience humiliante en avion, son chien ayant été aspiré dans un réacteur, Nashawn Wade (Kevin Hart) attaque la compagnie aérienne en justice et obtient un dédommagement de plus de 100 millions de dollars. Avec l'argent, il ouvre sa propre compagnie qu'il nomme "NWA" (Nashawn Wade Airlines) qui fait aussi référence au groupe de rap NWA. Son rêve est réalisé : hôtesses sexy, musique hiphop et funky, confort incroyable avec piste de danse ... Le capitaine Antoine Mack (Snoop Dogg) est le pilote engagé par le cousin de Nashawn, Muggsy (Method Man) également présent à bord. La clientèle de la « NWA » est uniquement composée de noirs mis à part une famille de blancs qui n'a pas d'autre choix que de prendre le Terminal Malcolm X (nom du terminal de la NWA) pour aller à New York. Cette famille est composée de Elvis Hunkee (Tom Arnold), le papa poule de Heather (Arielle Kebbel) et de Billy (Ryan Pinkston).

## Fiche technique
- Titre : Soul Plane
- Réalisation : Jessy Terrero
- Scénario : Bo Zenga et Chuck Wilson
- Date de sortie : 28 mai 2004 (É-U) / 17 novembre 2004 (France)
- Genre : comédie
- Academy Awards : une nomination
- Durée : 86 min / version originale : 92 min
- Pays : États-Unis
- Langue : Anglais
- Tournage : Los Angeles, Californie.

## Distribution

### Principaux
- Snoop Dogg (VF : Jean-Paul Pitolin) : Antoine Mack
- Tom Arnold (VF : Daniel Kenigsberg) : Elvis Hunkee
- Kevin Hart (VF : Frantz Confiac) : Nashawn Wade
- Method Man (VF : Patrick Gosselin) : Muggsy
- K.D. Aubert (VF : Annie Milon) : Giselle
- Ryan Pinkston (VF : Elliott Weill) : Billy Hunkee
- Missi Pyle (VF : Nathalie Spitzer) : Barbara Hunkee
- Sofía Vergara (VF : Géraldine Asselin) : Blanca
- Richard T. Jones : False Denzel
- Arielle Kebbel (VF : Estelle Simon) : Heather Hunkee
- Dwayne Adway (VF : Dominik Bernard) : Jerome
- John Witherspoon (VF : Thierry Desroses) : l'homme aveugle

### Guest
- Karl Malone : lui-même
- Terry Crews  (VF : Jean-Michel Martial) : le videur
- Lil Jon : lui-même
- Ying Yang Twins : eux-mêmes
- David Alan Grier : le passager